# Steubenville
Steubenville és una població dels Estats Units a l'estat d'Ohio. Segons el cens del 2000 tenia 19.329 habitants.

## Demografia
Segons el cens del 2000, Steubenville tenia 19.015 habitants, 8.342 habitatges, i 4.880 famílies. La densitat de població era de 711,4 habitants per km².
Dels 8.342 habitatges en un 23,4% hi vivien nens de menys de 18 anys, en un 40,2% hi vivien parelles casades, en un 14,9% dones solteres, i en un 41,5% no eren unitats familiars. En el 36,4% dels habitatges hi vivien persones soles el 18% de les quals corresponia a persones de 65 anys o més que vivien soles. El nombre mitjà de persones vivint en cada habitatge era de 2,19 i el nombre mitjà de persones que vivien en cada família era de 2,86.
Per edats la població es repartia de la següent manera: un 21,2% tenia menys de 18 anys, un 8,1% entre 18 i 24, un 24,3% entre 25 i 44, un 24,2% de 45 a 60 i un 22,2% 65 anys o més.
L'edat mediana era de 43 anys. Per cada 100 dones de 18 o més anys hi havia 80,8 homes.
La renda mediana per habitatge era de 26.516 $ i la renda mediana per família de 36.597 $. Els homes tenien una renda mediana de 36.416 $ mentre que les dones 21.819 $. La renda per capita de la població era de 17.830 $. Aproximadament el 15,3% de les famílies i el 20,4% de la població estaven per davall del llindar de pobresa.

## Poblacions més properes
El següent diagrama mostra les poblacions més properes.